# 恐龍星號列車
恐龍星（日语： Dainasutā */?）號列車是由西日本旅客鐵道（JR西日本）運行於福井站至金澤站之間的特急列車。途經北陸本線。

## 概要

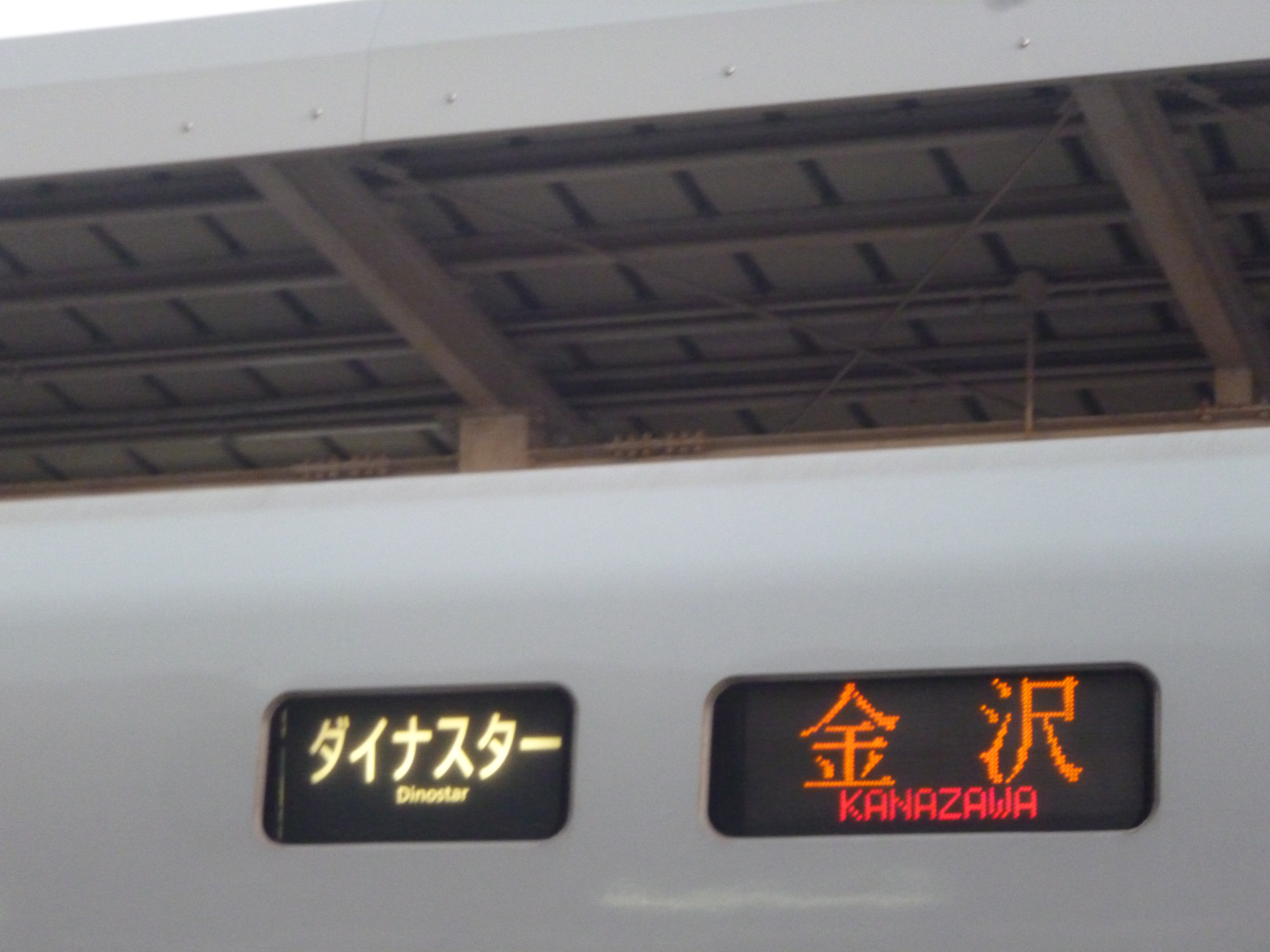
方向幕中顯示列車愛稱

特急「恐龍星」是在2015年（平成27年）3月14日，北陸新幹線長野站至金澤站之間開業時，為了方便乘客從金澤站轉乘北陸新幹線而開設的。此列車繼承自2015年3月13日前行走的特急「白鷹」於福井站到發的班次，讓北陸新幹線的乘客轉乘此列車前往金澤站以西的地方。特急「恐龍星」的營運時段是在於大阪站到發的特急「雷鳥」，以及於名古屋站、米原站到發的特急「白鷺」，以上兩列車營運時間以外的時間提供服務。即是早上開設下行班次（從福井出發），晚上開設上行班次（從金澤出發）。
2024年（令和6年）3月16日，因應北陸新幹線金澤站至敦賀站之間開業，「恐龍星」號被廢除。

### 列車名稱的由來
根據JR西日本的官方説明，「恐龍星」是取自福井縣立恐龍博物館與福井縣觀光資源恐龍的英文「Dinosaur」，以及當地期待的「Star」組合而成。

## 運行概況
特急「恐龍星」行走於福井站至金澤站之間，共有2個往返班次。於金澤站可轉乘北陸新幹線。
另外，當發生異常天氣等因素使特急「雷鳥」和「白鷺」暫停服務時，JR西日本會開設臨時的特急「恐龍星」，行走於敦賀站至金澤站之間。在這個情況下，臨時班次時間表會按白鷺的時間表運行，而通常不停站的大聖寺站在臨時班次中會停靠。

### 停車站
福井站 - 蘆原溫泉站 - 加賀溫泉站 - 小松站 - 金澤站

### 使用車輛與編成
特急「恐龍星」使用681系電動列車或683系電動列車行走，以6卡編成運行。2個往返班次中均連結綠色車廂，1個往返班次（現時：2、3號）使用「白鷺」的車輛，另1個往返班次（現時：1、4號）使用「雷鳥」的車輛。
在2016年3月26日時間表修正中，舊1、6號班次不再連結綠色車廂，並減至3卡編成。在2021年3月13日時間表修正中，預定把1、6號班次廢除，但是受到新冠疫情影響，使鐵路需求減少，於2月1日起提早取消這兩個班次，並且沒有重開。

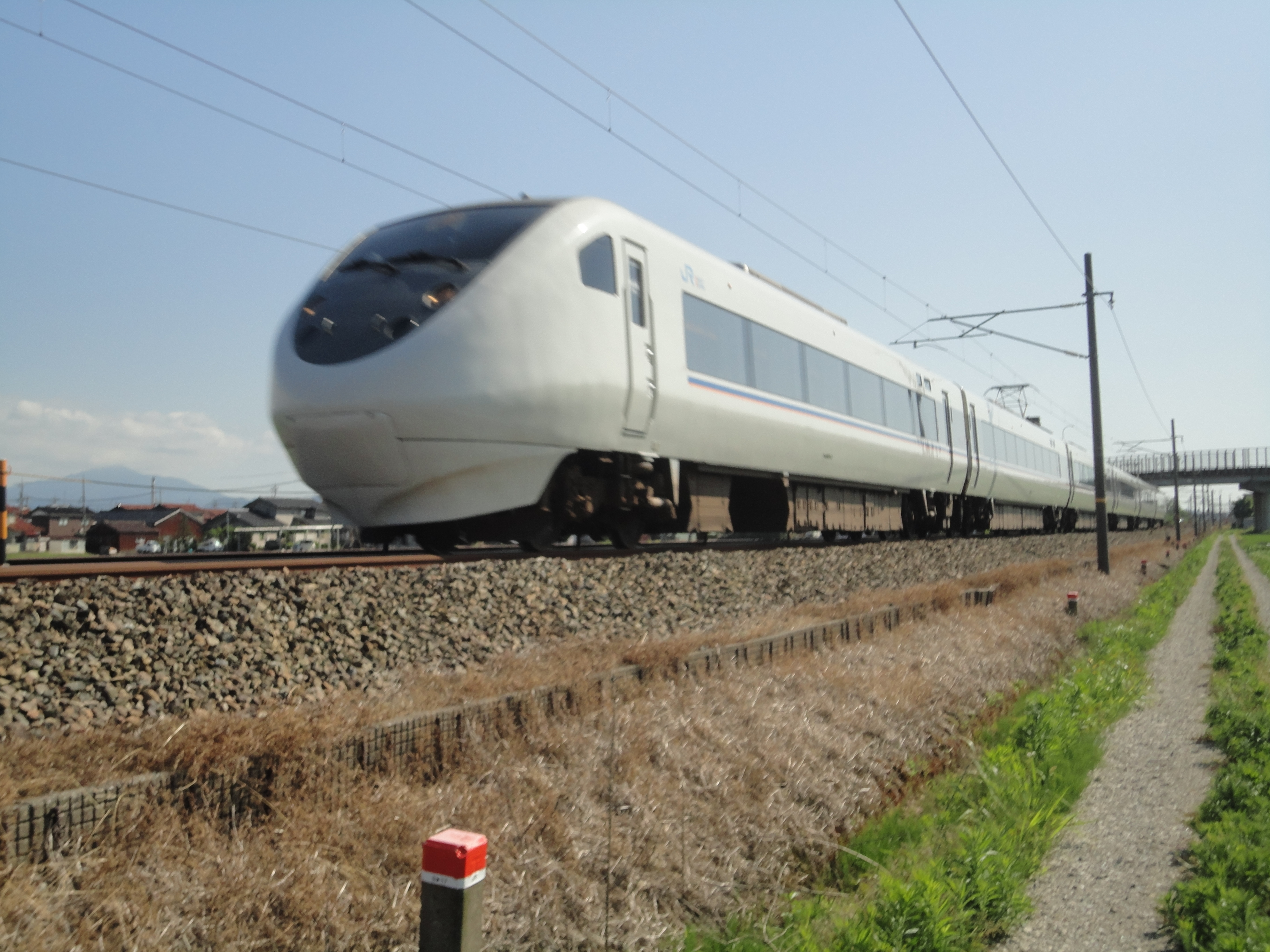
681系0番台（白鷺編成）
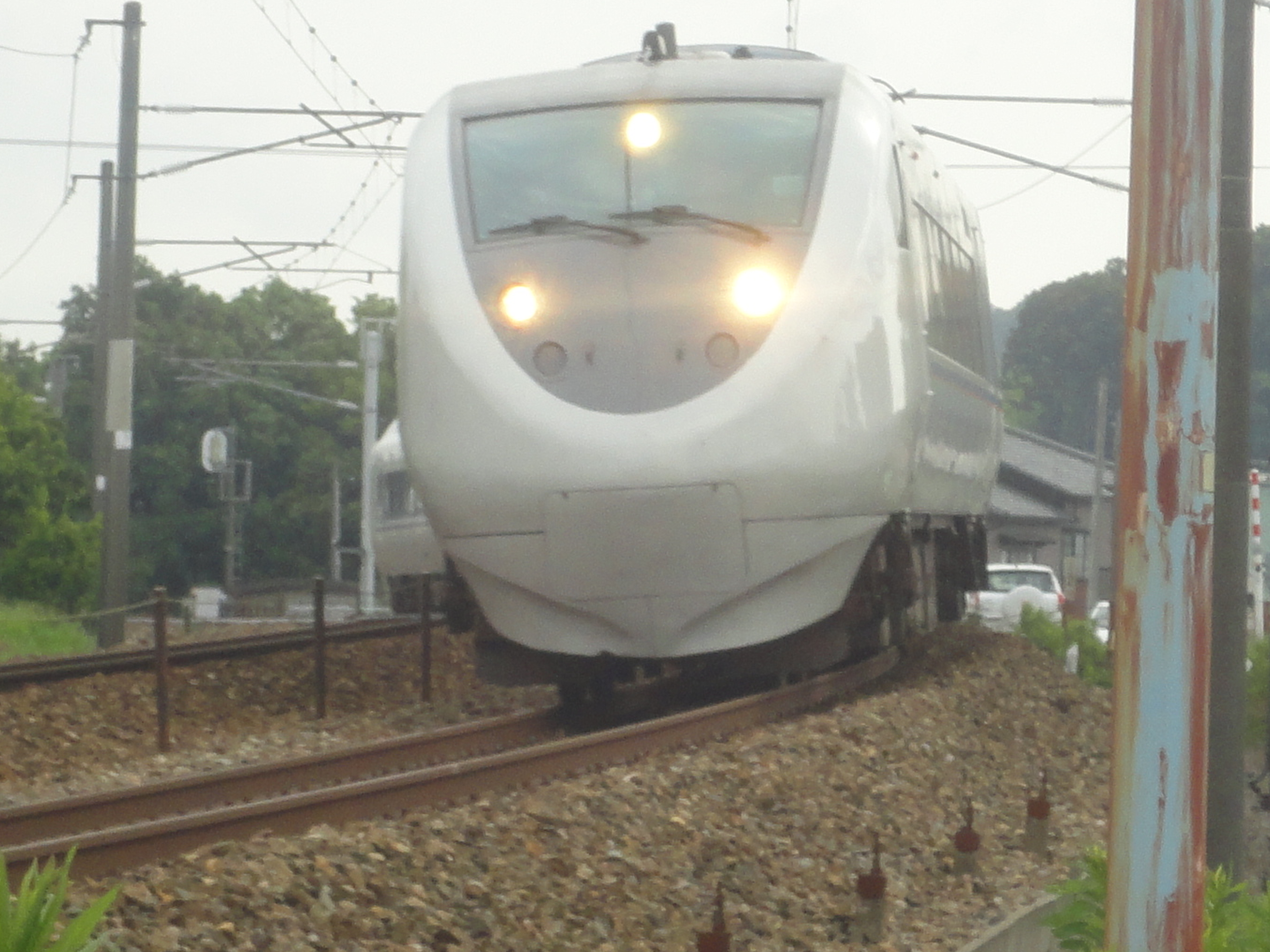
681系2000番台
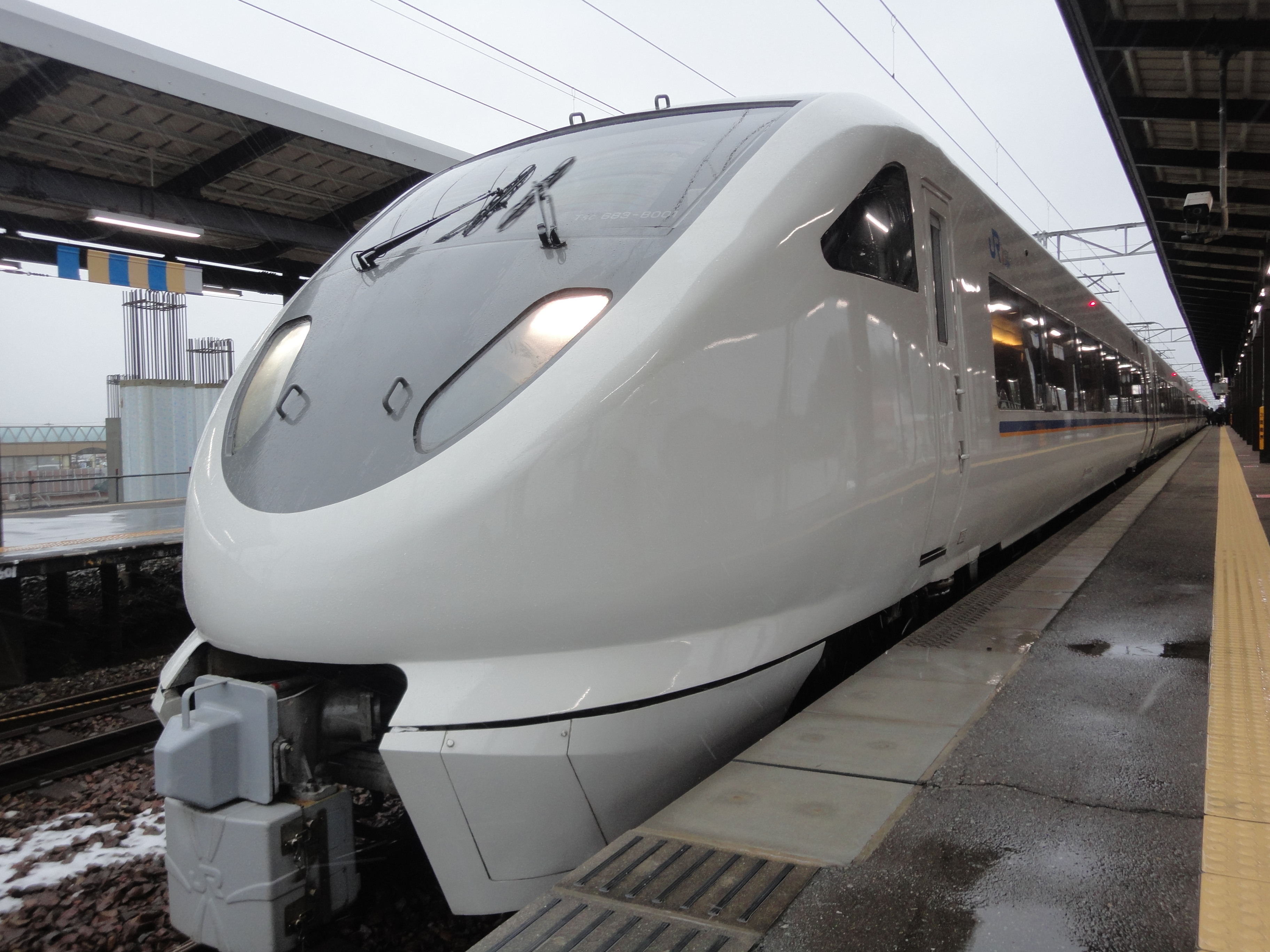
683系8000番台

#### 過去車輛
681系1000番台
在開始運行當初一直使用該列車，直至2015年7月重投服務時繼續使用該列車。在2019年6月以後便不再使用該列車。
後來，該編成於9月12日返回吹田綜合車輛所，隨後便退役。

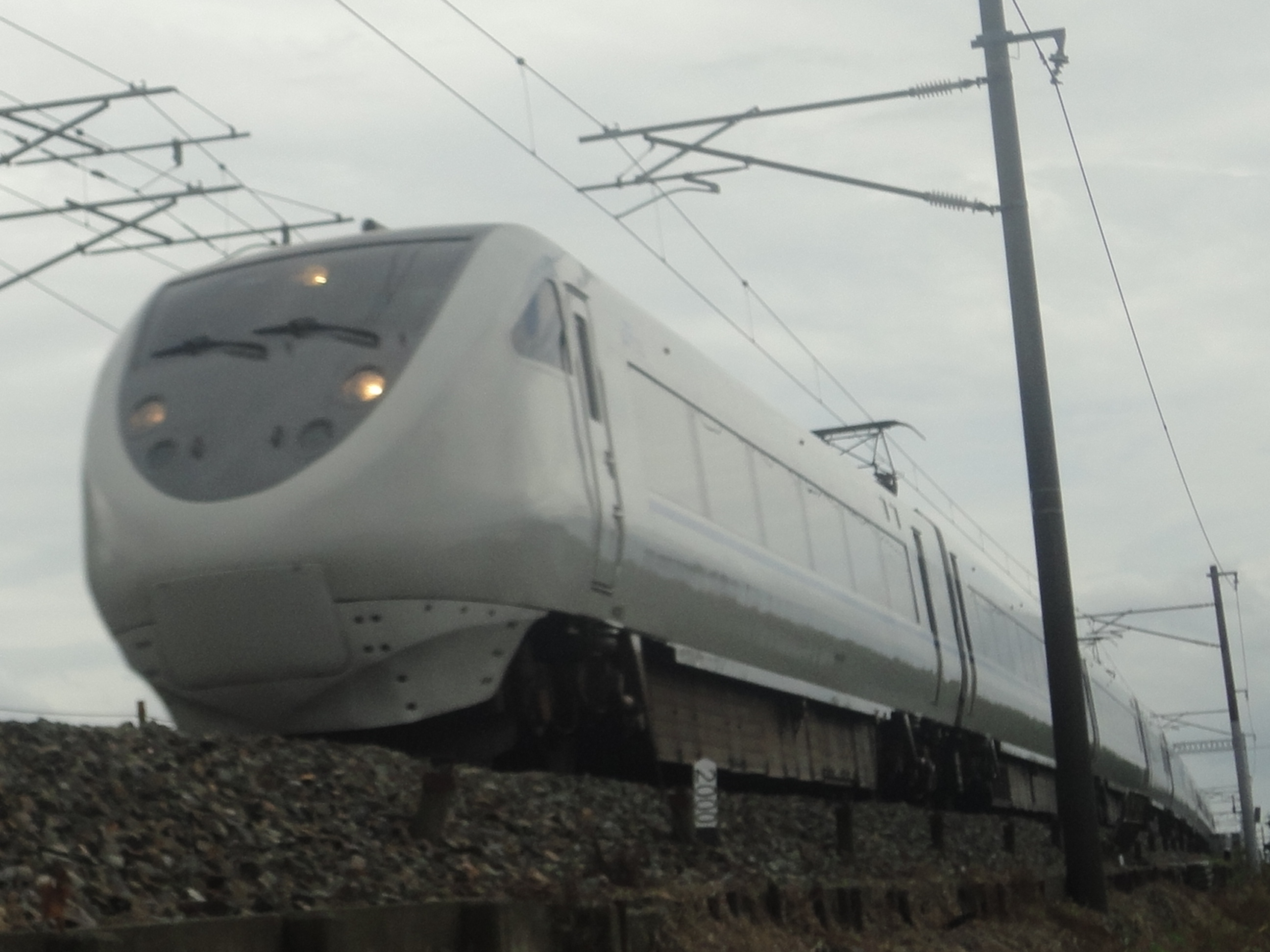
681系1000番台

## 注腳

### 發佈資料、新聞稿等主要材料
1. 1 2  北陸本線・七尾線 特急列車の列車名決定について（日語） - 西日本旅客鐵道新聞稿 2014年10月7日
2. 1 2   (PDF). 西日本旅客鐵道金澤分社. 2015-12-18  [2015-12-18]. （原始内容存档 (PDF)于2018-10-05） （日语）.
3. ↑   (PDF). 西日本旅客鉄道. 2014-12-19  [2014-12-19]. （原始内容存档 (PDF)于2020-10-18） （日语）.

## 外部連結
- JRおでかけネット ダイナスター （页面存档备份，存于）（日語） - 西日本旅客鐵道